# ピエシュチャニ空港
ピエシュチャニ空港 (IATA: PZY, ICAO: LZPP)は、スロバキア ピエシュチャニにある空港。

## 就航路線
2014年現在、定期便は就航していないが、温泉街として有名なピエシュチャニへの玄関口としてチャーター便が就航している。主にチェコ航空がベルリンからのチャータ便を運航している他、各地からの旅客チャーター便、貨物チャーター便が就航している。